# Dallgow-Döberitz
Dallgow-Döberitz település Németországban, azon belül Brandenburgban. Lakosainak száma 10 770 fő (2023. december 31.).

## Népesség
A település népességének változása:
| Lakosok száma | 9956 | 9931 | 10 415 | 10 687 | 10 770 |
|               | 2017 | 2019 | 2021   | 2022   | 2023   |